# Tryggelev
Tryggelev is een plaats in de Deense regio Zuid-Denemarken, gemeente Langeland. De plaats telt 200 inwoners (2008).

## Station

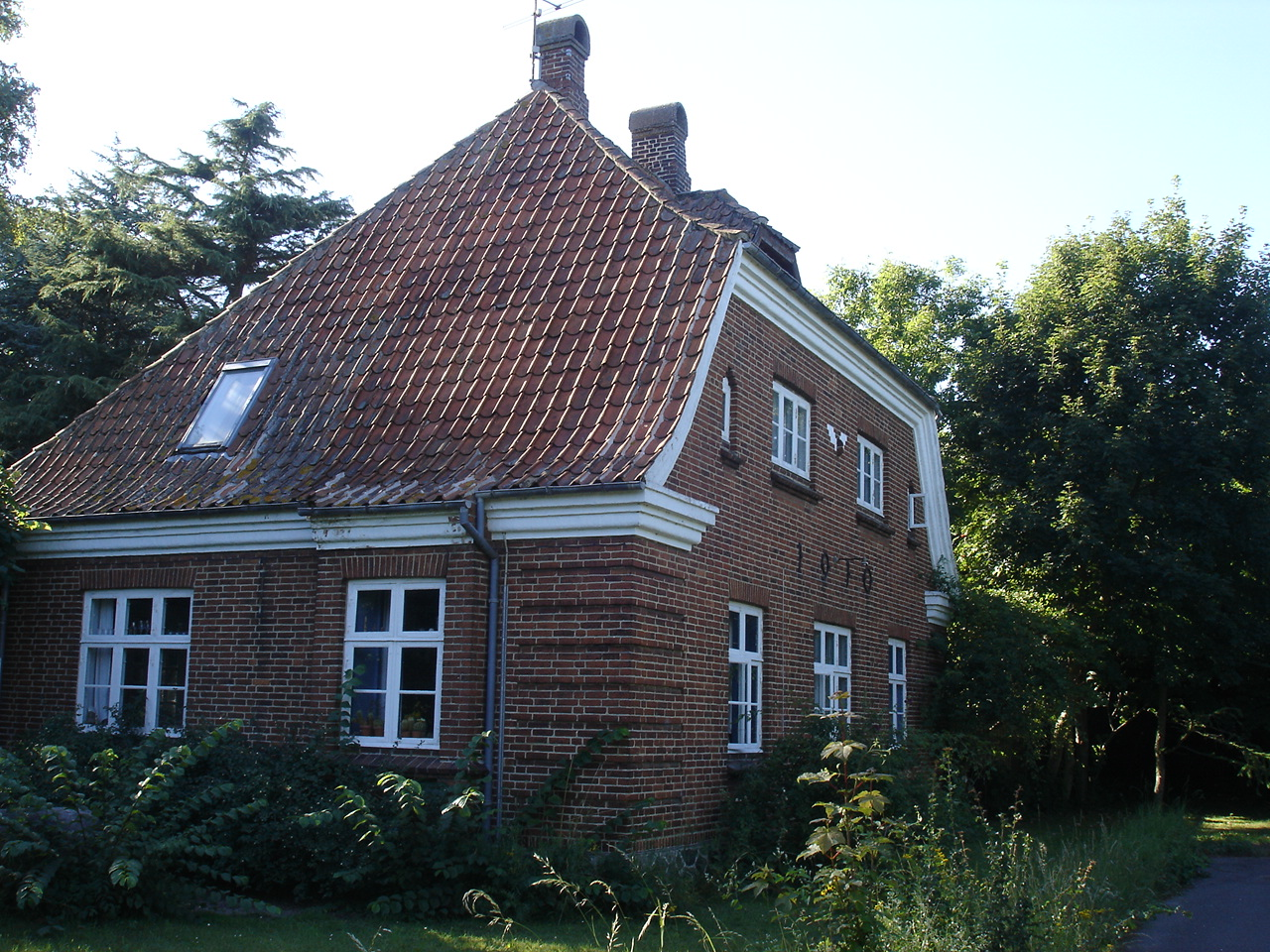

In 1911 kreeg het eiland Langeland een spoorlijn. De lijn die ook Tryggelev aandeed, werd in 1966 al weer gesloten. Zoals veel van de stations is ook hier het stationsgebouw bewaard gebleven.